# Peter Blum (Schriftsteller)

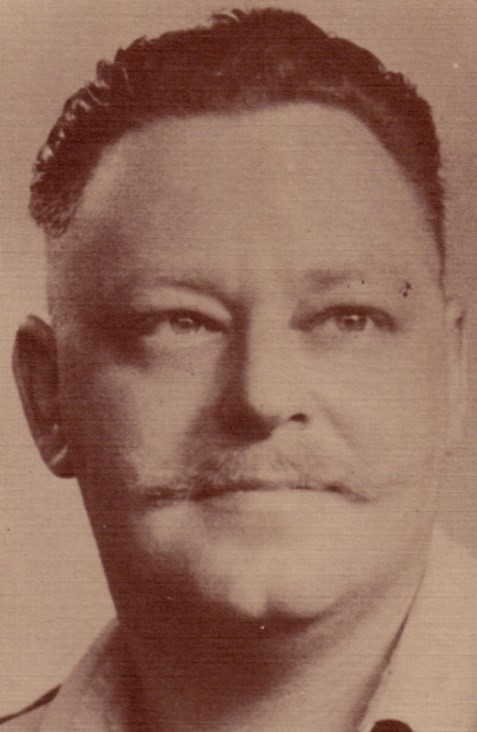
Peter Blum

Peter Emil Julius Blum (* 4. Mai 1925 in Wien, nach anderen Angaben in Triest (Italien); † 5. Dezember 1990 in London) war ein Schriftsteller europäisch-jüdischer Herkunft, der lange in Südafrika lebte.

## Leben
Peter Blum kam 1937 im Alter von 12 Jahren mit seiner Familie nach Südafrika. Nach dem Schulbesuch in Durban und Johannesburg studierte er an der Universität Stellenbosch und der Universität Kapstadt. Blum, der mehrere Sprachen fließend sprach, arbeitete ab 1949 als Bibliothekar in Kapstadt und Kroonstad sowie als Übersetzer. So übersetzte er alle Werke von Guillaume Apollinaire ins Afrikaans. Er verfasste in dieser Sprache zahlreiche Werke, hauptsächlich Essays (Hoe ek dekadent geword het, 1956) und Gedichte. Aufgrund seiner teils satirischen Schriften, in denen er die südafrikanische Gesellschaft kritisierte, wurde ihm mehrfach die Staatsbürgerschaft des Landes verweigert, weshalb er 1960 mit seiner Ehefrau Henrietta Cecilia Smit nach London zog. Für sein bekanntestes lyrisches Werk Steenbok tot poolsee (verfasst 1955) erhielt er den renommierten niederländischen Reina Prinsen Geerlings Prijs.
Der Literaturwissenschaftler John Christoffel Kannemeyer hielt Blum für den innovativsten südafrikanischen Dichter der 1950er Jahre.

## Werke
1955: Steenbok tot poolsee.
1958: Enklaves van die lug.